# Société d'assurance-dépôts du Canada
La Société d'assurances-dépôts du Canada (SADC; en anglais Canada Deposit Insurance Corporation, CDIC) est une société d'État canadienne qui a été créée par le Parlement en 1967 dans le but d'assurer la protection des dépôts dans les institutions financières canadiennes. La SADC protège les dépôts des particuliers dans les institutions bancaires réglementées par le gouvernement fédéral en cas de la faillite d'une de ces institutions. Présentement, le montant des dépôts assurés est de 100 000 $ par personne. Elle assure déjà plusieurs types de dépôts contre l'insolvabilité d'une institution financière. Les institutions doivent être un membre de la SADC afin de qualifier pour le service d'assurance des dépôts, ce qui est financé par les contributions des banques et du gouvernement fédéral. Il existe également des restrictions sur les types de dépôts qui sont protégés, tels que ceux qui ont été faits dans une banque coopérative.
Les caisses populaires ne sont pas couvertes par la SADC, car elles ont été établies et sont règlementées par l'entremise de législation provinciale. 

## Histoire
La Société d'assurance-dépôts du Canada a été établie le 4 mars 1967 par l'entremise de la Loi sur la gestion des finances publiques et de la Loi sur la Société d'assurance-dépôts du Canada. 
Les origines de la SADC peuvent être tracées jusqu'au XIXe siècle, durant lequel le Haut-Canada éprouvait d'importants problèmes financiers qui menaçaient l'avenir et le développement de la province. La crise bancaire de mai 1873 a grandement affecté l'économie de la province de l'Ontario,. 
Le 22 juin 2017, la SADC a été officiellement désignée comme l'autorité de résolution pour les plus grandes banques du Canada, reconnaissant ainsi le rôle de la SADC dans le traitement de la faillite de ses institutions membres.